# 871 (szám)
A 871 (római számmal: DCCCLXXI) egy természetes szám, félprím, a 13 és a 67 szorzata.

## A szám a matematikában
A tízes számrendszerbeli 871-es a kettes számrendszerben 1101100111, a nyolcas számrendszerben 1547, a tizenhatos számrendszerben 367 alakban írható fel.
A 871 páratlan szám, összetett szám, azon belül félprím, kanonikus alakban a 131 · 671 szorzattal, normálalakban a 8,71 · 102 szorzattal írható fel. Négy osztója van a természetes számok halmazán, ezek növekvő sorrendben: 1, 13, 67 és 871.
Tizenháromszögszám.
A 871 négyzete 758 641, köbe 660 776 311, négyzetgyöke 29,51271, köbgyöke 9,55006, reciproka 0,0011481. A 871 egység sugarú kör kerülete 5472,65440 egység, területe 2 383 340,992 területegység; a 871 egység sugarú gömb térfogata 2 767 853 339,1 térfogategység.